# Karaşeyh, Zile
Karaşeyh là một xã thuộc huyện Zile, tỉnh Tokat, Thổ Nhĩ Kỳ. Dân số thời điểm năm 2011 là 275 người.